# Ala (pallamano)
L'ala è uno dei ruoli della pallamano. Le ali giocano alle estremità destra e sinistra del semicerchio contraddistinguente l'area del portiere. 
In genere, si tratta di giocatori molto veloci, dotati di buone capacità di ripartenza ed un tiro più preciso che potente. Dovendo le ali, infatti, tirare con una visuale piuttosto ristretta dell'angolo di porta, è preferibile che cerchino di "spiazzare" il portiere con tiri imprevedibili.
Tipologie di tiri adoperate possono essere:
- tiro diretto
- pallonetto/colombella, aspettando l'uscita del portiere
- tiro a "girella", ovvero un tiro ad effetto, che pare uscire dallo specchio della porta, per poi insaccarsi in rete. È un tiro molto debole, ma imprevedibile
- tiro in Erett, dal nome del primo giocatore ad effettuarlo, effettuato in genere dalle ali non di mano, che sfruttano la curvatura del corpo per evitare il portiere